# Belisario Velasco
Pour les articles homonymes, voir Velasco.
Luis Antonio Belisario Velasco Baraona (né le 5 février 1936 à Santiago du Chili (Chili) et mort le 24 août 2023) est un homme politique chilien, membre du Parti démocrate chrétien. Ministre de l'Intérieur du 14 juillet 2006, succédant ainsi à Andrés Zaldívar, jusqu'au 3 janvier 2008.